# Conservatorio del Tolima

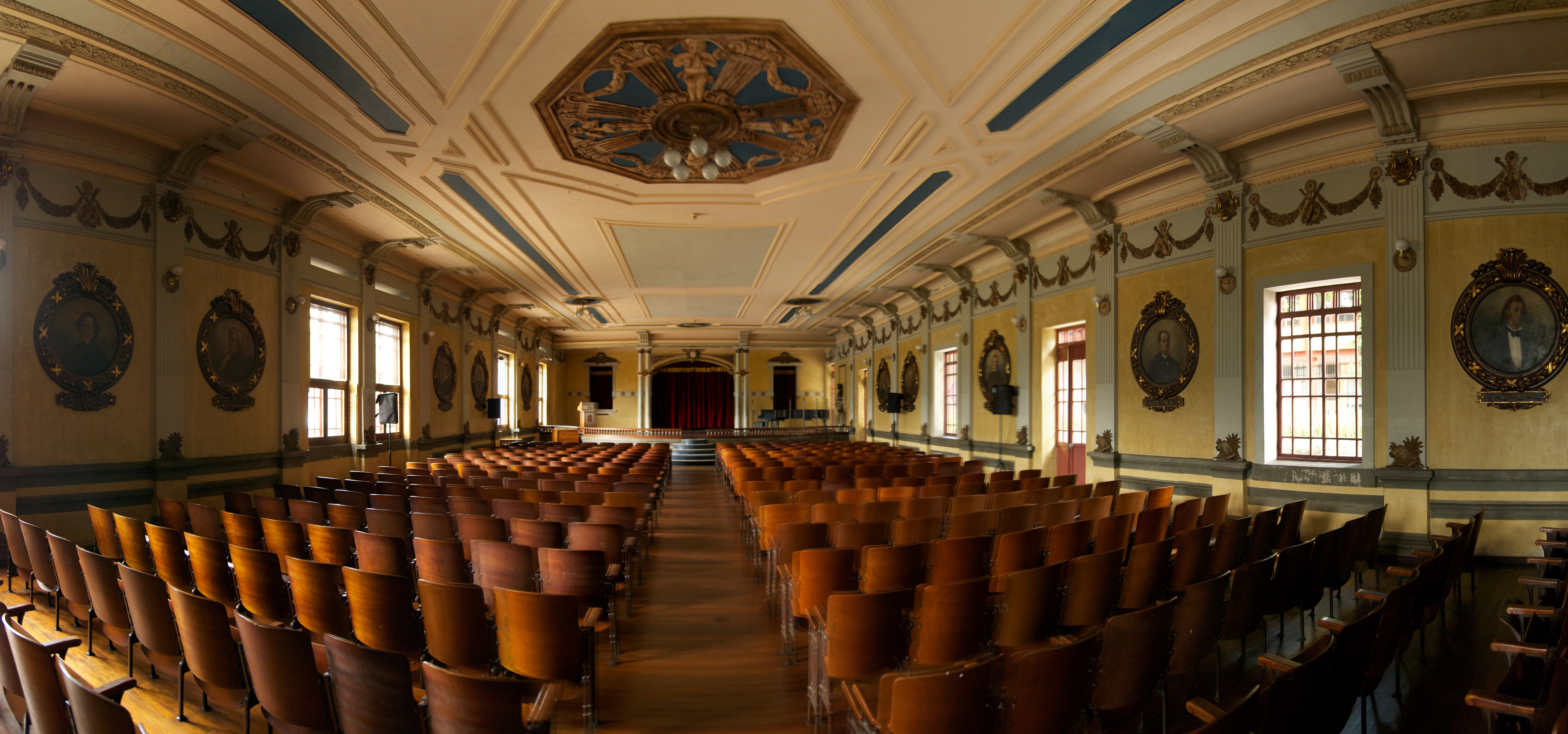
Salón Alberto Castilla.

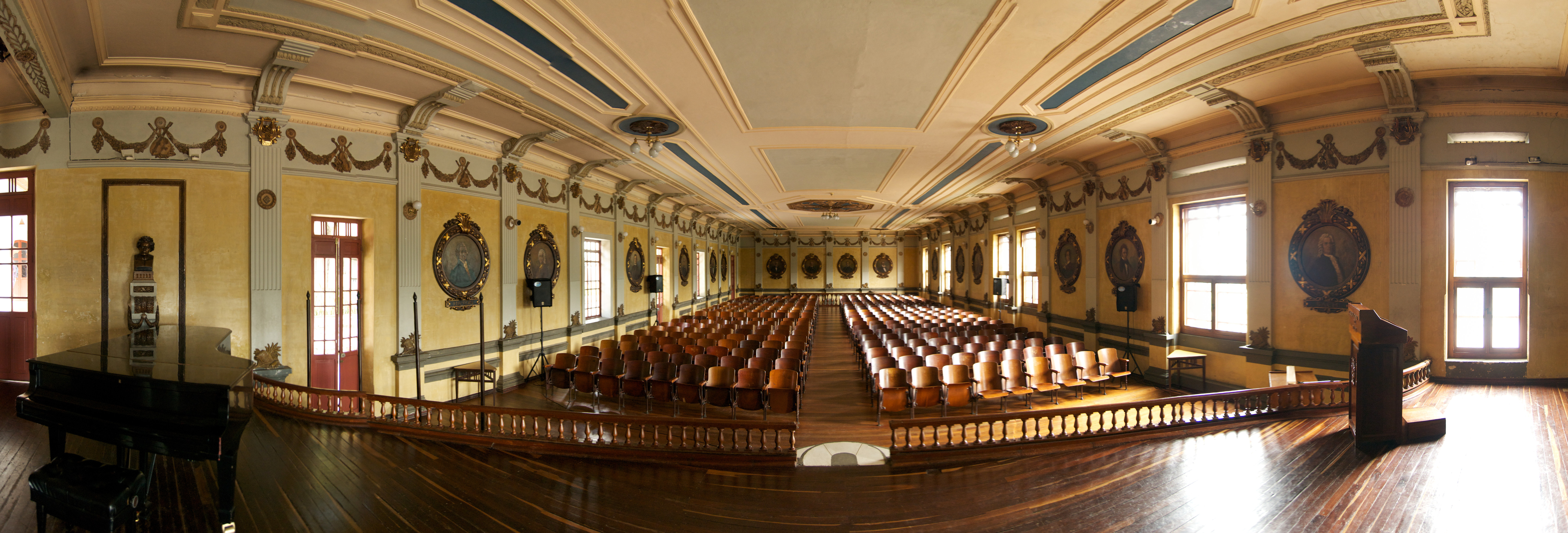
Salón Alberto Castilla.

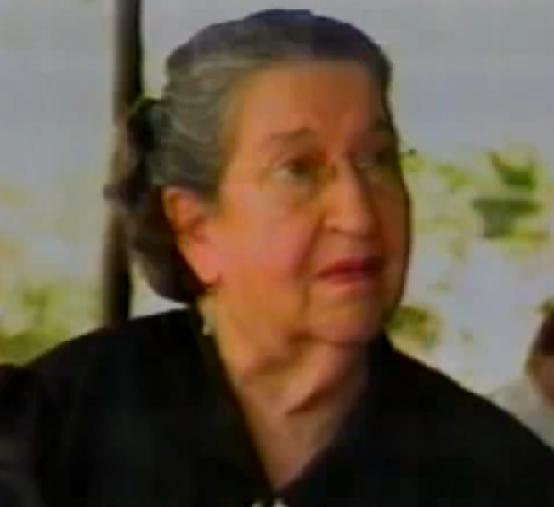
Amina Melendro de Pulecio

El Conservatorio del Tolima es una escuela musical situada en Ibagué, en la región andina de Colombia. 

## Historia
El Conservatorio tiene su antecedente más claro en la Escuela de Música de cuerda y piano compuesta por las familias Melendro y Sicard, que luego encauza el Colegio San Simón; pero su origen está en la Academia de Música que se creó durante la gobernación de José I. Camacho quien, el 22 de abril de 1893, designa al maestro Temístocles Vargas como su director.
La Academia entró en receso por el estallido de la guerra de los mil días, y reapareció en 1906, en torno a la Escuela Orquesta dirigida por el maestro Alberto Castilla. El historiador Héctor Villegas, quien durante varios años fue director docente de la Institución, atribuye a la tradición oral la fecha de fundación del Conservatorio en 1906, pero señala que ningún documento lo respalda.  
En cambio, aporta la documentación sobre la fecha inicialmente señalada. Por su parte, en el libro Itinerario de una hazaña de Carlos Orlando Pardo Viña sobre la historia del Conservatorio, se corrobora lo anterior, al registrarse el hecho de la suspensión de la Academia de Música. 
Desde 1959 hasta 1999 estuvo dirigido por Amina Melendro de Pulecio, quien antes había sido profesora de piano y subdirectora del plantel, la cual instauró el Bachillerato Musical hoy Conservatorio de Ibagué. A ella se debe su conversión en Universidad Musical en 1983. Durante varios años celebró el Concurso Internacional de Coros, con sede en Ibagué, pero con asistencia de coros de varios países de América y de Europa. En 1994 fue declarado Monumento Nacional y su Sala de Música Alberto Castilla destacada como una obra maestra en materia de arquitectura y diseño.
Actualmente funciona en una edificación de estilo republicano, con mampostería en adobe, tapia pisada en algunas partes, pisos de madera, cubierta en teja de barro y cielo rasos falsos. Fue sede de la Escuela Normal y de un convento regidos por la Comunidad de los Hermanos Maristas. 